# Bruce King
Bruce King (* 6. April 1924 in Stanley, Santa Fe County, New Mexico; † 13. November 2009 ebenda) war ein US-amerikanischer Politiker. King war mehrfach (1971 bis 1975; 1979 bis 1983; 1991 bis 1995) Gouverneur des Bundesstaates New Mexico.

## Leben
King diente während des Zweiten Weltkriegs in der US Army. Nach dem Krieg studierte er an der University of New Mexico in Albuquerque. Seine politische Karriere begann 1954 mit der Wahl ins Board of County Commissioners des Santa Fe County. In seiner zweiten Amtszeit war er Vorsitzender dieses höchsten politischen Gremiums auf Bezirksebene. 1959 wurde King dann in das Repräsentantenhaus von New Mexico gewählt. Er gehörte der Kammer fünf Amtsperioden lang an, in dreien davon war er deren Speaker. Von 1968 bis 1969 war er Vorsitzender der Demokratischen Partei von New Mexico. 1969 war er überdies Präsident des Verfassungskonvents für diesen Staat.
Schließlich gelang es ihm 1970, zum Gouverneur von New Mexico gewählt zu werden, wobei er den Republikaner Pete Domenici besiegte. Da die damalige Verfassung des Staates eine direkte Wiederwahl nicht erlaubte, endete Kings erste Amtszeit 1975. 1979 wurde er erneut für vier Jahre gewählt, 1991 zum dritten Mal. Nach einer Verfassungsänderung wäre es ihm danach möglich gewesen, wiedergewählt zu werden, doch er unterlag dem Republikaner Gary E. Johnson.
Kritik wurde an Kings Verhalten in Zusammenhang mit einer Revolte im Staatsgefängnis von New Mexico im Februar 1980 laut. Der Autor Roger Morris bezichtigte ihn in einer Buchveröffentlichung der Mitschuld am Tod von 33 Insassen; zu dem extremen Ausbruch von Gewalt sei es vor allem deshalb gekommen, weil während Kings Regierungszeit Korruption und Brutalität geduldet worden seien.
Bruce King hat mit seiner Frau Alice King zwei Kinder. Sein Sohn Gary war von 2007 bis 2015 Attorney General von New Mexico und kandidierte 2014 erfolglos als Gouverneur.